# Tanimbar-szigeteki légykapó
A Tanimbar-szigeteki légykapó (Ficedula riedeli) a madarak osztályának verébalakúak (Passeriformes) rendjéhez és a  légykapófélék (Muscicapidae) családjához tartozó faj.

## Rendszerezése
A fajt Johann Büttikofer svájci zoológus írta le 1886-ban, az Erythromyias nembe Erythromyias Riedeli néven. Sorolták a vörösmellű légykapó (Ficedula dumetoria) alfajaként Ficedula dumetoria riedeli néven is.

## Előfordulása
Indonéziához tartozó Tanimbar-szigetek területén honos. Természetes élőhelyei a szubtrópusi vagy trópusi síkvidéki esőerdők. Állandó, nem vonuló faj.

## Természetvédelmi helyzete
Az elterjedési területe kicsi, egyedszáma ugyan csökken, de még nem éri el a kritikus szintet. A Természetvédelmi Világszövetség Vörös listáján nem fenyegetett fajként szerepel.